# Занесовићи
Занесовићи су насељено мјесто у Босни и Херцеговини, у општини Бугојно, које административно припада Федерацији Босне и Херцеговине. Према попису становништва из 2013. у насељу је живјело 309 становника.

## Становништво
| Демографија | Демографија | Демографија |
| Година      | Становника  | Становника  |
| ----------- | ----------- | ----------- |
| 1961.       | 411         |             |
| 1971.       | 539         |             |
| 1981.       | 534         |             |
| 1991.       | 472         |             |
| 2013.       | 309         |             |

## Знамените личности
- Хамдија Јусуфспахић, дугогодишњи муфтија београдски и почасни реис-ул-улема Исламскe заједницe Србије